# Grinda
Grinda ist eine Insel im Stockholmer Schärengarten in der Gemeinde Värmdö. Die Insel ist seit dem 16. Jahrhundert – anfangs von Bauern – besiedelt. Zu Beginn des 18. Jahrhunderts kam sie in Privatbesitz und war zwischenzeitlich auch im Besitz der Krone, konnte allerdings Anfang des 19. Jahrhunderts durch die dort lebenden Bauern wieder zurückgekauft werden.
1906 kaufte der erste Direktor der Nobelstiftung, Henrik Santesson, die Insel und ließ sich dort einen Sommersitz für sich und seine Familie erbauen. Die im Jugendstil gehaltene, gelbe Steinvilla steht heute noch auf der Insel und ist als Restaurant in Nutzung (Grinda Wärdshus). 1944 kaufte die Stadt Stockholm die Insel, 1998 wurde sie von der Schärenhof-Stiftung (Skärgårdsstiftelse) übernommen. Heute gibt es neben einer Ferienhaussiedlung eine Jugendherberge und zwei Camping-Areale auf der Insel.
Mit dem Schifffahrtsunternehmen Waxholmsbolaget ist die Insel mehrmals täglich von Stockholm und Vaxholm aus zu erreichen.